# Легейда Микола Іліч
Легейда Микола Іліч (1895 Новгородка — 12 лютого 1940 табір «Сиблаг») — священик, новомученик православної церкви, репресований більшовиками.

## Життєпис
Випускник Одеської духовної семінарії 1916 р. Служив священиком в церквах сіл Митрофанівки і Варварівки, м. Новгородки — Свято-Троїцька, с. Коломна, Вишневолоцького р-ну, Тверської обл.
9 лютого 1938 р. арештований, засуджено за статтею 58–10 УК РСФСР на 10 років виправних таборів. Покарання відбував в таборі «Сиблаге», де помер 12 лютого 1940 року. Реабілітований згідно Указу Президії ВР СРСР від 16.01.1989.
12 лютого — день пам'яті Миколи, новомученика православної церкви.